# 碎黃毒蛾
碎黃毒蛾（学名：Euproctis pulverea）为毒蛾科黃毒蛾屬下的一个种。